# Schizolachnus piniradiatae
Schizolachnus piniradiatae är en insektsart som först beskrevs av Davidson 1909.  Schizolachnus piniradiatae ingår i släktet Schizolachnus och familjen långrörsbladlöss. Inga underarter finns listade i Catalogue of Life.